# El Catarro
El Catarro és una muntanya de 497 metres que es troba al municipi de Castellolí, a la comarca catalana de l'Anoia.